# Mount Airy Casino Resort
Die Mount Airy, No. 1 dba Mount Airy Casino Resort ist der Betreiber einer ebenfalls Mount Airy Casino Resort genannten Spielbank mit Resorthotel im Paradise Township im Nordosten des US-Bundesstaats Pennsylvania. Die Anlage entstand auf dem Gelände der früheren Mount Airy Lodge, die Mitte des 20. Jahrhunderts die größte Hotelanlage in den Pocono Mountains war.

## Geschichte

### Mount Airy Lodge
Ab der zweiten Hälfte des 19. Jahrhunderts wurde die Region Pocono Mountains im Nordosten Pennsylvanias zu einem beliebten Ziel für Touristen, vor allem aus den schnell erreichbaren Ballungsräumen New York und Philadelphia. Auch im Paradise Township im Monroe County entstanden zahlreiche Gaststätten und Unterkünfte, darunter 1898 das zunächst acht Zimmer umfassende, durch das aus der Tschechoslowakei eingewanderte Ehepaar Suzanne und John Martens gegründete Hotel Mount Airy Lodge.
Nach zunächst kleineren Erweiterungen wurde die Mount Airy Lodge in den 1950er-Jahren zum größten Resorthotel der Region ausgebaut. In den 1960er-, 1970er- und 1980er-Jahren hatte es etwa 890 Zimmer und verschiedenste Freizeiteinrichtungen auf einem etwa vier Quadratkilometer großen Gelände. Es wurde vor allem in New York, aber auch landesweit, unter anderem als Flitterwochen-Ziel (honeymoon retreat) beworben. Zeitweise besaß die Betreibergesellschaft zwei weitere nahegelegene Resorthotels, Pocono Gardens und Strickland's Mountain Inn.
Im Rahmen verschiedener Umbauten wurde das Hotel in den 1980er-Jahren auf etwa 600 Zimmer verkleinert. In den 1990er-Jahren geriet die Betreibergesellschaft unter anderem durch rückläufige Übernachtungszahlen in finanzielle Schwierigkeiten. Nach dem Suizid des Mehrheitseigentümers Emil Wagner, eines Neffen der Gründer, im November 1999 wurden die Anlagen am 11. Mai 2000 im Rahmen einer Zwangsvollstreckung an den Gläubiger Oaktree Capital Management verkauft. Die neuen Besitzer stellten den Hotelbetrieb im Oktober 2001 ein und führten lediglich den Golfplatz weiter. Die übrigen Anlagen verfielen.

### Mount Airy Casino Resort
Anfang Juli 2004 verabschiedete die Pennsylvania General Assembly nach längeren Beratungen das Gesetz Pennsylvania Race Horse Development and Gaming Act, mit dem die Kontrollbehörde Pennsylvania Gaming Control Board gegründet und Glücksspiel in Spielbanken sowie Sportwetten an Rennbahnen erlaubt wurden. Im selben Monat, am 14. Juli 2004, gründete Robert Rossi die Firma Mount Airy, No. 1, LLC, die am 23. Dezember 2004 an den Unternehmer Louis DeNaples aus Scranton verkauft wurde. Ende 2004 erwarb die neu gegründete Gesellschaft die Immobilien und Grundstücke der vormaligen Mount Airy Lodge für etwa 25 Millionen Dollar. Die vorhandenen Gebäude wurden anschließend nahezu alle abgebrochen und im Juli 2006 mit dem Bau einer 412 Millionen Dollar teuren Hotel- und Kasinoanlage begonnen.
Im Dezember 2006 erhielt die Betreibergesellschaft, die inzwischen nach dem dba-Prinzip auch als Mount Airy Casino Resort auftrat, eine Glückspiellizenz. Der Spielbankbetrieb wurde am 23. Oktober 2007 mit 2523 Spielautomaten aufgenommen, mit denen in den ersten vier Wochen 9,6 Millionen Dollar Umsatz erzielt wurden. Das zugehörige Hotel mit zunächst 188 Zimmern wurde am 15. November 2007 eröffnet, ein Nachtklub und ein Spa am Jahresende. Der bestehende Golfplatz wurde in das neue Resort integriert.
Am 30. Januar 2008 wurde jedoch die Glücksspiellizenz der Mount Airy, No. 1 vorübergehend außer Kraft gesetzt und sowohl das Unternehmen als auch Louis DeNaples wegen Meineids angeklagt. Die Staatsanwaltschaft warf DeNaples vor, im Sommer 2006 bei der Beantragung der Lizenz seine Beziehungen zu vier Personen aus dem Bereich der Organisierten Kriminalität und Wirtschaftskriminalität, darunter Russell Bufalino und dessen Partner William D’Elia, verleugnet zu haben. Am 5. Februar 2008 wurde Anthony Ceddia zum Interimsgeschäftsführer des Unternehmens bestellt, unter dessen Führung der Spielbankbetrieb weitergeführt werden durfte. Im April 2009 wurde ein Vergleich abgeschlossen, mit dem unter anderem die Anklage wegen Meineids fallengelassen wurde, DeNaples jedoch dem Verkauf der Kasino-Betreibergesellschaft zustimmte. Der Eigentümerwechsel an DeNaples Tochter wurde im September 2009 vollzogen; DeNaples blieb jedoch Bürge für aufgenommene Kredite in Höhe von etwa 250 Millionen Dollar. Um 2012 wurden die Anteile an der Betreiberfirma zu gleichen Teilen auf sieben Trusts verteilt, die durch DeNaples Kinder und Enkel gehalten werden.
Vor der Erteilung der Lizenz ging das Pennsylvania Gaming Control Board davon aus, dass das Mount Airy Casino Resort allein mit Automatenglücksspiel jährlich 269 Millionen Dollar Umsatz generieren würde. Der bislang höchste Umsatz wurde jedoch 2008 mit 176 Millionen Dollar verbucht, während die Automaten beispielsweise 2013 143 Millionen Dollar umsetzten. Im April 2010 wurde die Glücksspiellizenz der Mount Airy, No. 1 um table games (Roulette und Kartenspiele wie Poker) erweitert. Diese sorgten 2013 für einen Umsatz von etwa 40 Millionen Dollar. 2019 erhielt der Betreiber auch eine Lizenz für Sportwetten, die seit September desselben Jahres angeboten werden. Im Jahr 2019 setzte das Unternehmen mit Glücksspielen insgesamt über 191 Millionen Dollar (168 Millionen Euro) um.
Aus dem so genannten Main Street Lending Program erhielt das Mount Airy Casino Resort im Juli 2020 einen durch das Federal Reserve System gedeckten 50-Millionen-Dollar-Kredit der FNCB Bank. Die regionale Bank wird durch Louis DeNaples geführt.